# Antonio Sales
Antonio Sales (ur. 26 stycznia 1989) – amerykański lekkoatleta sprinter.

## Osiągnięcia
- złoty medal mistrzostw świata juniorów (sztafeta 4 x 100 m, Bydgoszcz 2008)

## Rekordy życiowe
- bieg na 100 metrów – 10,33 (2008)
- bieg na 200 metrów (hala) – 20,52 (2010)